# Музеј македонске борбе (Скопље)
Музеј македонске борбе за државност и самосталност – Музеј ВМРО–а – Музеј жртава комунистичког режима се налази у Скопљу, Северна Македонија, на левој обали реке Вардар. Главни архитекта у току изградње објекта био је Зоран Јордановски, а музеј је изграђен од стране компаније Бетон из Штипа.
Музеј је изграђен у периоду од 2008. до 2011. године, и званично отворен 8. септембра 2011, поводом обележавања двадесет година од проглашења независности Републике Македоније. Изградња објекта је део тзв. пројекта Скопље 2014.

## Опис
Музеј је свечано отворио председник Северна Македоније, Ђорђе Иванов, који је предао у музеју оригинал Декларације о независности Северне Македоније, који је изложен у сали на улазу.
У музејској поставци има 109 воштаних фигура, 16 портрета најпознатијих македонских активиста, револуционара и интелектуалаца, 80 слика масовне сцене о важним догађајима из македонске револуционарне прошлости, модели, мапе, оригиналних предмета (документа, фотографије, новине, брошуре, албуме, итд.), оружје (мачеве, кубуре, бајонете, револвере, пушке, двогледе итд.)
Музеј се састоји од тринаест делова, од којих сваки представља историју македонског народа из неколико периода. Прва просторија представља рани период македонске борбе. После следи одељење посвећено периоду реформе у Империји и њено спровођење у Северној Македонији. Следе одељења за: Разловечког и Кресненског устанка, Македонске револуционарне организације, Илинданског устанка, Младотурске револуције, Балканских ратова и тако све до комунистичког периода.
Музеј ради од уторка до недеље у времену од 10 до 18 часова а понедељком не ради. Свака организована посета музеју треба бити најављена.

## Критике
Музејски комплекс, у оквиру пројекта "Скопље 2014" изазвао је реакције у јавности, посебно опозиционог СДСМ. Према опозицији, изградња је лакрдија и фингирање историје. У музеју се налазе воштане фигуре контроверзних личности у историји Северне Македоније.

## Воштане фигуре
- Бунтовници: Димитар Поп-Георгиев Беровски, Дедо Иљо Малешевски, Сирма Војвода, Стојан Разловски и Ђорђија Пулевски
- Чланови ВМРО-а: Иван Хаџи-Николов, Ђорчe Петров, Владислав Ковачев, Јане Сандански, Александар Протогеров, Борис Сарафов, Даме Груев, Димо Хаџи Димов, Никола Карев, Христо Узунов, Питу Гули, Тодор Александров, Васил Чекаларов, Панчо Михајлов, Петар Попарсов, Христо Батанџиев, Андон Димитров, Христо Татарчев, Христо Матов, Пере Тошев, Александар Турунџев, Петар Чаулев, Ванчо Михајлов, Мара Бунева, Ђорђи Сугарев, Диме Пинџуров, Владо Черноземски, Дончо Штипјанчето, Методија Патче, Рафаел Камхи, Константин Кирков, Илија Трчков, Марко Бошнаков, Руша Делчева, Гоце Делчев, Александар Турунџев, Никола Петров Русински и Апостол Петков
- Препородитељи и идеолози: Крсте Петков Мисирков, Павел Шатев, Арсениј Јовков, Димитрија Чуповски, браћа Миладинови, Панко Брашнаров, Венко Марковски, Драган Богдановски и Григор Прличев
- Комунистички активисти: Методија Андонов Ченто, Методија Шаторов - Шарло, Димитар Влахов, Кузман Јосифовски Питу, Лазар Колишевски, Лазо Трповски, Страхил Гигов, Цветко Узуновски, Никола Парапунов, Лазар Соколов, Петре Пирузе, Кочо Рацин, Михајло Апостолски и Никола Вапцаров